# 延田エンタープライズ
株式会社延田エンタープライズ（のぶたエンタープライズ）は、パチンコ店などの事業を営む日本の企業。

## 主な事業
パチンコ店

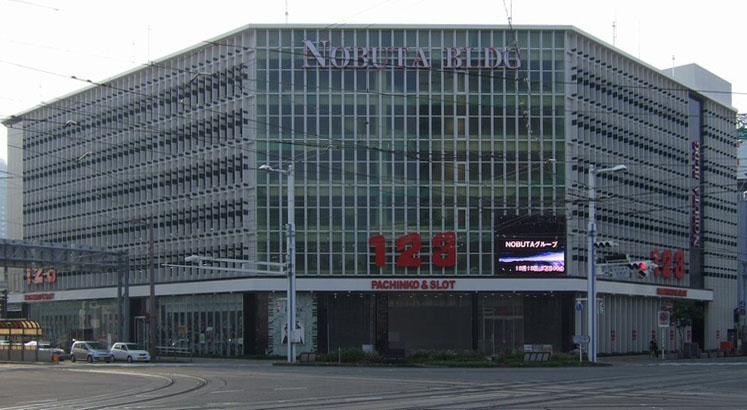
123はりまや橋店（高知市）

「123」（いちにさん）の店名で、大阪府を中心に68店舗を出店している。
入浴施設
日帰り入浴施設「延羽の湯」の2店舗（本店羽曳野・鶴橋店）を営業している。
スポーツ分野
兵庫県三木市にゴルフ場・マスターズゴルフ倶楽部を所有する他、ゴルフ練習場を運営している。
商業施設
和歌山市で「123」を含む複合商業施設・CITY!WAKAYAMAを運営している他、大阪府内で書店・生花店を営んでいる。

### 以前グループに存在した事業
レジャー施設
かつて、旧グリーンピア三木（兵庫県）の新しい運営事業者として、同所に「NESTA RESORT KOBE（ネスタリゾート神戸）」をオープンさせたが、2022年にサムティ他へ譲渡し撤退した。
レストラン
郷ひろみプロデュースのレストラン「SOGNI di SOGNI」（ソーニ・デ・ソーニ）などを出店していたが、2020年5月までに全店舗を閉店した。

## グループ企業
- 延田プライム
- マスターズゴルフ倶楽部
- NOB JAPAN
- カメリア

延田エンタープライズと上記グループ会社を合わせて「延田グループ」と称している。

## 提供番組
- せやねん!（毎日放送）：第1部
- サンテレビボックス席（サンテレビ）
- 土曜スペシャル（テレビ東京系）：後半
- HKT48のおでかけ!（TBS系）：関東ローカル(1分間のCMで提供クレジットは「この番組は延田グループと-」と言う)

この他、関西ローカルでの深夜帯やBS・CS・ラジオのプロ野球中継（巨人戦、阪神戦中心）においてもスポットCMが流れている。

## 備考
1. 1 2 3 4 5  株式会社延田エンタープライズ 第37期決算公告
2. ↑  2022年5月現在。出典
3. ↑  “グリーンピア三木を一時閉鎖 運営事業者変更で 兵庫県”. 神戸新聞. (2015年11月25日) 2015年12月25日閲覧。